# ミントー伯爵
ミントー伯爵（英語: Earl of Minto）は、イギリスの伯爵位。連合王国貴族爵位。
ベンガル総督(インド総督)を務めた初代ミントー男爵ギルバート・エリオット＝マーレイ＝キニンマウンドが1813年に叙されたのに始まる。

## 歴史
前身のエリオット準男爵位は、1700年4月19日にギルバート・エリオット(1650頃–1718)が叙されたのに始まる。
その曾孫である第4代準男爵サー・ギルバート・エリオットは庶民院議員の活動を経て1797年10月20日にグレートブリテン貴族「カウンティ・オヴ・ロクスバラにおけるミントーのミントー男爵」（Baron Minto, of Minto in the County of Roxburgh）に叙せられた。その後1806年のグレンヴィル内閣でインド庁長官として入閣し、これがきっかけで1807年7月からベンガル総督(インド総督)に就任した。ナポレオン戦争の中でオランダ植民地ジャワへ侵攻した総督として知られる。退任後の1813年2月24日に連合王国貴族「カウンティ・オヴ・フォーファーにおけるメルガンドのメルガンド子爵」（Viscount Melgund, of Melgund in the County of Forfar）および連合王国貴族「カウンティ・オヴ・ロクスバラにおけるミントーのミントー伯爵」（Earl of Minto, of Minto in the County of Roxburgh）に叙される。また彼は母の姓を加えて「エリオット＝マーレイ＝キニンマウンド」と改姓している。
その息子である第2代ミントー伯爵ギルバート(1782–1859)もホイッグ党政権下で海軍大臣(在職1835年-1841年)や王璽尚書(在職1846年-1852年)を歴任した。
その孫である第4代ミントー伯爵ギルバート・ジョン(1845–1914)はカナダ総督(在職1898年-1904年)やインド総督(在職1905年-1910年)を務めた。
現在の当主はその曾孫である第7代ミントー伯ギルバート・ティモシー・ジョージ・ローリストン(1953-)である。

## 現当主の保有爵位 / 準男爵位
現当主である第7代ミントー伯爵ティモシー・エリオット＝マーレイ＝キニンマウンドは以下の爵位を有する。ただし、準男爵位に関してはその継承が証明されていないため推定である。
- 第7代ミントー伯爵(7th Earl of Minto)
(1813年2月24日の勅許状による連合王国貴族爵位)
- 第7代カウンティ・オヴ・フォーファーにおけるメルガンドのメルガンド子爵(7th Viscount Melgund, of Melgund in the County of Forfar)
(1813年2月24日の勅許状による連合王国貴族爵位)
- 第7代カウンティ・オヴ・ロクスバラにおけるミントーのミントー男爵(7th Baron Minto, of Minto in the County of Roxburgh)
(1797年10月20日の勅許状によるグレートブリテン貴族爵位)
- 第10代(ヘッドショーの)準男爵(de jure 10th Baronet, of Headshaw)
(1700年4月19日の勅許状によるノヴァスコシア準男爵位)

## ミントーのエリオット準男爵 (1700年)
- 初代準男爵サー・ギルバート・エリオット（英語版）(1650年頃–1718年)
- 第2代準男爵サー・ギルバート・エリオット（英語版） (1693年頃–1766年)
- 第3代準男爵サー・ギルバート・エリオット（英語版） (1722年–1777年)
- 第4代準男爵サー・ギルバート・エリオット＝マーレイ＝キニンマウンド (1751年–1814年) 1797年にミントー男爵

## ミントー男爵 (1797年)
- 初代ミントー男爵ギルバート・エリオット＝マーレイ＝キニンマウンド (1751年–1814年) 1813年にミントー伯爵

## ミントー伯爵 (1813年)
- 初代ミントー伯爵ギルバート・エリオット＝マーレイ＝キニンマウンド (1751年–1814年)
- 第2代ミントー伯爵ギルバート・エリオット＝マーレイ＝キニンマウンド (1782年–1859年)
- 第3代ミントー伯爵ウィリアム・ヒュー・エリオット＝マーレイ＝キニンマウンド（英語版） (1814年–1891年)
- 第4代ミントー伯爵ギルバート・ジョン・エリオット＝マーレイ＝キニンマウンド (1845年–1914年)
- 第5代ミントー伯爵ヴィクター・ギルバート・ローリストン・ガーネット・エリオット＝マーレイ＝キニンマウンド（英語版） (1891年–1975年)
- 第6代ミントー伯爵ギルバート・エドワード・ジョージ・ローリストン・エリオット＝マーレイ＝キニンマウンド（英語版） (1928年–2005年)
- 第7代ミントー伯爵ギルバート・ティモシー・ジョージ・ローリストン・エリオット＝マーレイ＝キニンマウンド（英語版） (1953年-)
  - 法定推定相続人は現当主の長男メルガンド子爵（儀礼称号）ギルバート・フランシス・エリオット＝マーレイ＝キニンマウンド(Gilbert Francis Elliot-Murray-Kynynmound, 1984年-)